# David L. Harrington
David L. Harrington (también conocido como Dave Harrington) (nacido en 1939) es un ingeniero mecánico estadounidense ligado a la industria del automóvil. Fue miembro de la Warren Astronomical Society, una asociación astronómica de aficionados radicada en la ciudad de Warren (Míchigan).

## Semblanza
La carrera de Dave como ingeniero abarcó tanto la industria aeroespacial como la automotriz. Después de diez años de estudios, obtuvo su doctorado en Ingeniería Mecánica del Servicio de Extensión de la Universidad Estatal de Míchigan en Ann Arbor. Poco después comenzó a trabajar para General Motors en el Centro Técnico de Warren. Su labor en dinámica de fluidos le supuso diversos premios y reconocimientos.
Se retiró después de 35 años como ingeniero experto en los Laboratorios de Investigación de General Motors. Los últimos catorce años fue director del Laboratorio de Diagnóstico Láser de Inyectores y Pulverizadores de Combustible, especializado en mediciones de Interferometría Doppler de Fase. Su salida de General Motors estuvo relacionada con su postura crítica ante la empresa respecto a la insuficiente calidad de sus automóviles frente a la pujanza de las marcas japonesas.
Desde 2015, es Presidente del Comité de Estándares de Inyección de Combustible de Gasolina de la Sociedad de Ingenieros Automotrices. Posee su propia consultora, Injection and Atomization Systems.
También es miembro de la Sociedad Americana para el Avance de la Ciencia.
Reside en la ciudad de Troy, Míchigan.
Labor astronómica
Fue presidente de la Warren Astronomical Society en la década de 1970. En el anuario de la sociedad de 1979, se rememoran sus actividades de observación de eclipses solares. Con su esposa Glenna, se dedica a realizar viajes para la observación de eclipses, que documenta en una página de internet de la que es moderador.

## Reconocimientos
- Premio Horning de la SAE al mejor trabajo técnico de 1971.[4]

## Eponimia
- El asteroide (50250) Daveharrington, descubierto en el año 2000 desde la Estación Astronómica Catalina en Tucson, Arizona, lleva este nombre en su honor por decisión de los responsables del programa Catalina Sky Survey, ligado a la Universidad de Arizona.

## Patentes
Harrington figura como titular de cuatro patentes en los Estados  Unidos:
- US 4212833 A (1980): Carburador
- US 5764424 A (1998):Lentes de precisión extensibles para sistemas de visión estereoscópica
- US 6647887 B2 (2003): Fusible de encendido lineal con funda moldeada
- WO 2002097359 A3 (2003): Fusible de encendido lineal con funda moldeada